# Новое мышление (оккультизм)
Новое мышление (англ. New Thought) — религиозное движение, возникшее в США в последней четверти XIX века и придающее особое значение верованиям оккультного («метафизического») характера, а также соответствующей практике.
Включает слабо взаимосвязанные религиозные и общественные организации, писателей, философов и других лиц, разделяющих представления об эффектах позитивного мышления, провозглашения желаний «закона притяжения», целительства, философии «жизненной силы», креативной визуализации, личной энергии, реинкарнации и ряда других факторов. Является одним из источников религиозного движения Нью-эйдж. От Нью-эйдж Новое мышление отличает меньшая степень религиозности участников (в то время как ряд направлений Нью-эйдж являются современными формами религии), и — с другой стороны — более традиционное отношение к браку и сексу.

## История
Основоположником «нового мышления» считается Финеас Паркхерст Куимби (1802—1866), часовщик из Новой Англии, последователь методов Франца Антона Месмера (1734—1815). У Куимби было значительное число сторонников, которые верили в свою силу исцеления. Они пришли к убеждению, что способность исцеления связана не с «животным магнетизмом», как полагал Месмер, а с верой в Бога, и они обращались к практике Иисуса Христа и различных духовных целителей. Сила внушения, оптимизм целителя, сильная мотивация больного избавиться от различных заболеваний (многие из которых имеют психологическое происхождение), вера пациента в лечение и доверие к целителю, театрализованные ритуалы исцеления обеспечили движению популярность. Целительская практика Куимби и его последователей была известна под различными именами, в том числе и как «христианская наука». Позже этот термин был использован одной из пациенток Куимби, Мэри Бейкер-Эдди, при создании своей религиозной организации.
После смерти Куимби одна из его учениц, Эмма Кертис Хопкинс (1849—1925), организовала последователей «нового мышления» и превратила его в национальное движение. Религия, исцеление и контакты с оккультными силами должны были, по её мысли, дать людям ощущение цели и контроля в равнодушном и жестоком мире.
Среди других пропагандистов идей «нового мышления» была соучредительница «Церкви единства» англ. Unity Church Миртл Филлмор англ. Myrtle Fillmore (1845—1931), основательницы «Дома Истины» Энни Рикс Милиц (1856—1924) и «Церкви Божественной науки» Малинда Эллиотт Крамер (1844—1906) и Нона Л. Брукс (1861—1945). Миртл Филлмор и её муж Чарльз привнесли в движение веру в перевоплощение.
В настоящее время «новое мышление» имеет как религиозные, так и светские версии. В религиозной версии последователи «нового мышления» разделяют представления о том, что Бог вездесущ, дух проявляется в целостности явлений действительности, истинная природа человека божественна, идеи, вдохновляемые этой божественной природой, являются источником добра, все болезни обусловлены мышлением, и «правильное мышление» имеет исцеляющий эффект. К современным последователям нового мышления могут быть отнесены Джо Витале (род. 1953), Марси Шаймофф (род. 1958).
Одной из последовательниц данного движения является популярная американская госпел-певица Делла Риз.